# دیوید دارلینگ (موسیقی‌دان)
دیوید دارلینگ (به انگلیسی: David Darling) (زادهٔ ۳ مارس ۱۹۴۱)(وفات ۸ ژانویه ۲۰۲۱) آهنگساز و نوازندهٔ ویلونسل اهل آمریکا بود. سبک موسیقی دارلینگ گسترهٔ وسیعی از سبک‌ها، از جَز و کلاسیک تا کانتری، پاپ و نیو اِیج را شامل می‌شد. آلبوم دعا برای شفقت دارلینگ در سال ۲۰۰۹ برندهٔ گرَمی «بهترین آلبوم نیو ایج سال» شده‌است.
دارلینگ آموختن سازها و سبک‌های گوناگون موسیقی را از کودکی آغاز کرد. ۴ ساله بود که به فراگیری پیانو پرداخت و ۶ سال بعد به آموختن ویلونسل روی آورد. او در مقام رهبر گروه موسیقی مدرسه‌شان مدتی نوازندگی کنترباس را هم تجربه کرد. پس از آن‌که تحصیلات موسیقی‌اش را در سال ۱۹۶۵-با ساز تخصصی چلو-در دانشگاه ایالتی ایندیانا به پایان رساند، ۴ سال در آن دانشگاه به‌عنوان مدرس انجام وظیفه کرد. در دههٔ ۱۹۷۰ میلادی دارلینگ بیشتر وقت‌اش را به‌عنوان یک نوازندهٔ استودیویی برای هنرمندان کانتری مانند جانی کَش و مشارکت در تورهای پال وینتر کانسرت به‌عنوان تک‌نواز، آهنگساز و خواننده صرف کرد.
در سال ۱۹۷۹ اولین فعالیت شخصی موسیقی‌اش را به همراه رالف تاونر در گروه جَز «گالری» که خودشان تأسیس کرده بودند، تجربه کرد. پس از آن‌که گالری در سال‌های میانی دههٔ ۱۹۸۰ منحل شد، دارلینگ به همکاری با هنرمندانی از سبک‌های مختلف مانند گلن مور، جان کلارک، اسپایرو جایرا و بابی مک‌فرین پرداخت. در همان سال‌ها در ضبط آثاری با مود درونگرا و تاریک با مانفرد آیشر تهیه‌کننده موسیقی آلمانی همکاری کرد. در سال ۱۹۹۲ موسیقی متن فیلم ویم وندرس به‌نام تا پایان جهان را ساخت که با تحسین فراوان همراه شد. در پی این موفقیت با انتشار آلبوم‌های متوالی تائوی ویلونسل و چوب تیره در سال ۱۹۹۳ مهارت‌اش در بداهه‌نوازی را به‌رخ کشید. از آن زمان تابه‌حال دارلینگ بیش از ۱۰ آلبوم استودیویی دیگر به‌صورت تکی یا با همکاری هنرمندانی از سبک‌های مختلف منتشر کرده‌است.